# Picciano
Picciano é uma comuna italiana da região dos Abruzos, província de Pescara, com cerca de 1.363 habitantes. Estende-se por uma área de 7 km², tendo uma densidade populacional de 195 hab/km². Faz fronteira com Collecorvino, Elice, Loreto Aprutino, Penne.

## Demografia
| Variação demográfica do município entre 1861 e 2011                               |
|                                                                                   |
| Fonte: Istituto Nazionale di Statistica (ISTAT) - Elaboração gráfica da Wikipedia |